# 八齿鼠属
八齿鼠属（学名：Octodon）是啮齿目八齿鼠科中的一属，分布于南美洲，包含以下几种：
- 布氏八齿鼠（Octodon bridgesi）
- 智利八齿鼠（Octodon degus）
- 新月八齿鼠（Octodon lunatus）
- 太平洋八齿鼠（Octodon pacificus）